# Barbarella (festival)
Barbarella (estilizado como BARBΛRELLA) es un festival de música electrónica que anualmente se efectuaba en Santo Domingo, República Dominicana desde 2011 hasta su última edición en 2018. En junio de 2025, Cerveza Presidente y PAV Events anunciaron el regreso del festival luego de 6 años de ausencia.

## Ediciones

### 2011
La primera edición de Barbarella tuvo lugar el 22 de junio de 2011 en Sans Souci, Santo Domingo.

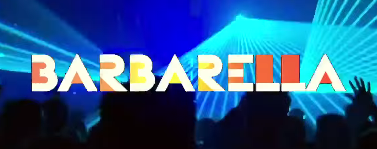
Barbarella 2011

LineUp:
- Empire of the Sun
- Laidback Luke
- Dirty South
- Remady

### 2012
En el 2012, Barbarella contó con una cartelera más amplia. Tuvo lugar el 30 de junio de 2012 en Sans Souci.

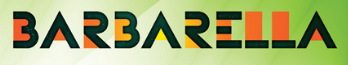
Barbarella 2012

LineUp:
- Otto Knows
- Chris Lake
- DEV
- Hook N Sling
- Shawnee Taylor
- Jochen Miller
- Alex Gaudino
- Local Super Héroes

### 2013

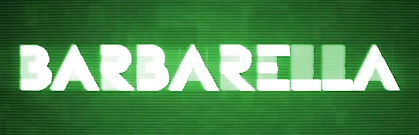
Barbarella 2013

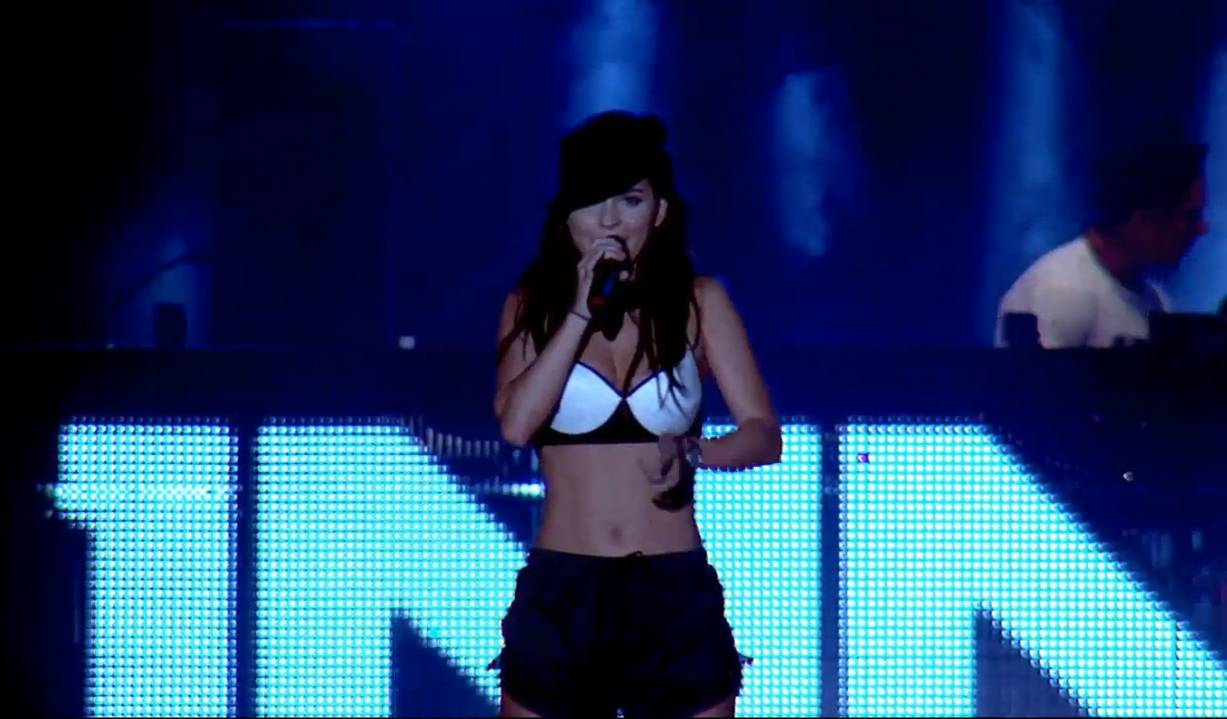
Inna en Barbarella 2013

La tercera edición de Barbarella se realizó el 28 de junio de 2013. Esta vez, en lugar de Sans Soucí, se efectuó en el Estadio Quisqueya. Este año se incluyó artistas que nunca habían visitado el país antes del evento.

###### LineUp
- Afrojack
- Dragonette
- R3hab
- Apster
- Leroy Styles
- Inna
- Emma Hewitt
- Hardrock Sofa
- Bassjackers
- Nadia Ali
- Local Super Héroes

### 2014
La cuarta edición tuvo lugar el 18 de junio de 2014 en el Estadio Quisqueya. El show tuvo una duración de 12 horas consecutivas de 6PM a 6AM. Dimitri Vegas & Like Mike, uno de los artistas más esperados, cancelaron su presentación a pocas semanas de Barbarella. Las razones siguen siendo desconocidas. La cuarta edición generó muchas expectativas, debido a la inclusión del DJ #1 del mundo (según la revista DJMag), Hardwell.

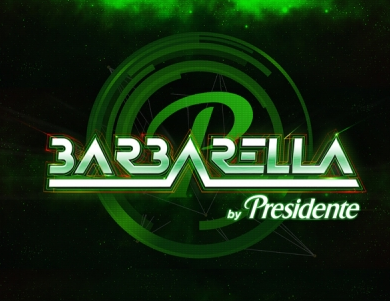
Barbarella by Presidente 2014

###### LineUp
- Icona Pop
- Steve Angello
- Hardwell
- Capital Cities
- Connor Cruise
- Dyro
- Nervo
- Showtek
- Dimitri Vegas & Like Mike (cancelado)
- Local Super Héroes

### 2015
La quinta edición de Barbarella estuvo pautada para el 3 de junio de 2015.
En esta edición alrededor de unas 15,000 personas se unieron para celebrar The Journey, hilo conductor del espectáculo, y nombre del evento que llegó este año a su quinta edición.

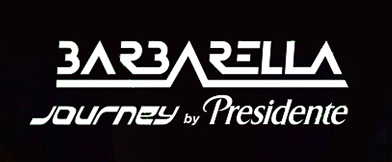
Barbarella present the Journey

###### LineUp
- DVBBS
- Nicky Romero
- NERVO
- Deorro
- Krewella
- Matthew Koma
- Robin Schulz
- Kiesza
- Passion Pit (Cancelado)
- Tommy Trash
- Sam Feldt
- Lash
- Joseant Hidalgo
- Dav Motta

Los artistas Nicky Romero, DVBBS, Tommy Trash, Sam Feldt, Matthew Koma, Krewella, Deorro, Kiesza y Nervo, fueron los dj’s y agrupaciones de electro pop extranjeros que movieron a la enorme masa humana que vibró, gritó, bailó y saltó al ritmo de las mezclas, las voces y la música que ofrecieron desde el enorme escenario que albergó el evento organizado por la Cervecería Nacional Dominicana y su marca Presidente, junto a Pav Entertainment.

### 2016
La sexta edición de Barbarella se llevó a cabo en el Estadio Quisqueya el 25 de mayo de 2016. La propuesta del año 2016 año la encabezó el DJ francés David Guetta.

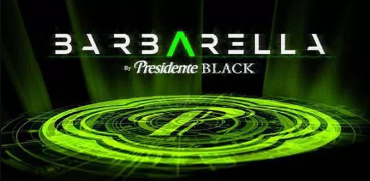
Barbarella by Presidente Black

###### LineUp
- Afrojack
- Don Diablo
- David Guetta
- DJ Snake
- Jack Ü
- MAKJ
- Steve Aoki
- Emma Hewitt
- Neff U Music
- Jack Novak
- Dav Motta
- Lash
- Joseant Hidalgo

### 2017
La edición del 2017 no fue realizada, debido a que la Cervecería Nacional Dominicana y su marca Presidente y en colaboración con PAV decidieron centrarse únicamente en la celebración del Festival Presidente.

### 2018
La 7.ª y última edición de Barbarella se celebró el 30 de mayo en el Estadio Olímpico Félix Sánchez celebrándose por primera vez en ese lugar, se destacó por su increíble escenografía, efectos de luces e iluminación. El escenario que simbolizaba una nave interestelar tenía 10,384 pies cuadrados y estaba compuesto por más de 600 pies cuadrados de pantallas led.

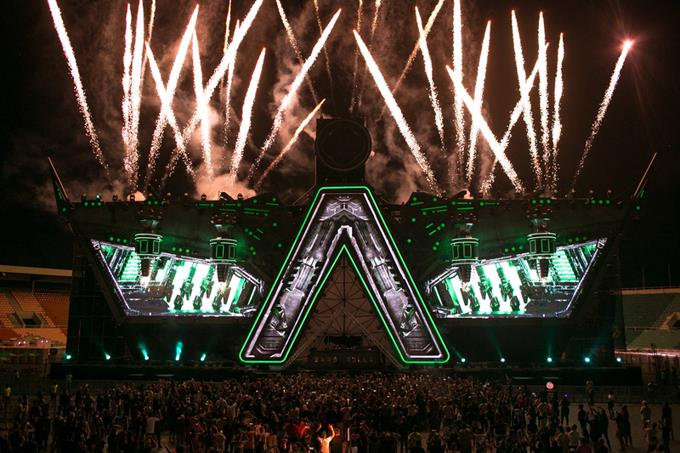
Barbarella 2018

###### LineUp
- Afrojack
- Omar Andino
- Axwell Λ Ingrosso
- The Chainsmokers
- Galantis
- Joseant Hidalgo
- Kentdow
- Massive House
- Mutecake
- Tchami x Malaa: No Redemption
- Showtek
- Zedd

### 2019
Esta edición la cual iba a ser realizada el miércoles 19 de junio no fue realizada como se había planteado en el 2018, los motivos son los siguientes:
- PAV Events perdió el interés por seguir haciendo eventos de música electrónica en República Dominicana, dado que según los rumores "no generan muchas ganancias".
- Cervecería Nacional Dominicana y Cerveza Presidente no están para nada interesados en realizar más ediciones de Barbarella.
- PAV Events ha empezado a realizar eventos de artistas reconocidos de otros géneros con el fin de obtener mayores ganancias.
- En su cuenta de Instagram, PAV ha dejado saber que por ningún motivo volverían a realizar más ediciones de barbarella o algunos otros eventos relacionados con el EDM en varios post haciendo referencia a eventos a nombre de Marc Anthony, Manuel Turizo,  J Balvin y el supuesto post de una lápida dando a entender que "la escena EDM en República Dominicana descansa en paz".
- Debido a las constantes quejas de los fanes hacia la selección de DJ's que han estado en este país en varias ocasiones en los line-ups de la última edición celebrada en 2018.

### 2025
Luego de una pausa de 6 años, PAV Events y Cerveza Presidente anunciaron el regreso del festival bajo el eslogan “UN VERΛNO DE OTRO MUNDO”, y que este tendrá lugar el 30 de agosto de 2025 en el Estadio Olímpico Félix Sánchez. 
El 24 de junio, DJ Snake confirmó oficialmente su participación en Barbarella 2025 a través de sus redes sociales, incluyendo “Barbarella – Santo Domingo, República Dominicana” para el 30 de agosto, como parte de las fechas de su gira de verano.

###### LineUp
- Alesso
- Alok
- Ca7riel & Paco Amoroso
- Diplo
- DJ Snake
- Myke Towers
- RaiNao
- Tainy
- Midnight Generation
- Aline Rocha
- Omar Dubeau
- Gian D'Alessandro
- MOHIKAA